# Kelvion
Kelvion is een leverancier en fabrikant van warmtewisselaars voor veel verschillende industrieën, waaronder de voedingsmiddelen-, chemische, olie-, gas- en automobielindustrie. Kelvion heeft zijn hoofdkantoor in Herne (Duitsland) en heeft verkoopkantoren en productielocaties in diverse landen. 
Als het voormalige GEA Heat Exchangers (GEA staat voor Gesellschaft für Entstaubungsanlagen mbH) maakte Kelvion tot 31 oktober 2014 deel uit van de GEA Group. In 2014 verkocht GEA A.G. haar warmtewisselaardivisie aan de Triton Investment Group voor een bedrag van 1,3 miljard euro omdat de GEA A.G. zich meer wou focussen op innovaties in de voedingsmiddelenindustrie. De productie van warmtewisselaars paste daarom niet meer in de corebusiness van het Duitse bedrijf. In november 2015 werd de naam gewijzigd in Kelvion.
Kelvion heeft wereldwijd ongeveer 4500 medewerkers. In 2018 nam Kelvion het Amerikaanse bedrijf Rocore over voor een bedrag van 34 miljoen euro.
In februari 2025 maakte Triton bekend Kelvion te willen verkopen. Het hoopt een bedrag van 2 miljard Euro op te halen met de verkoop